# Kenny Perry

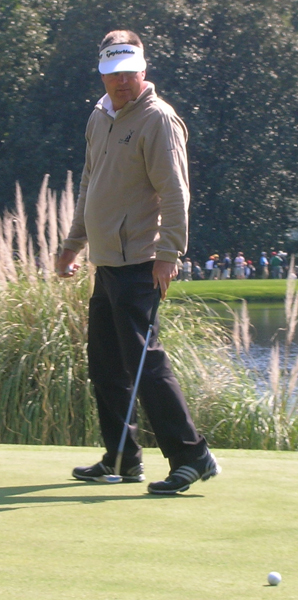
Kenny Perry.

James Kenneth Perry (Elizabethtown, Kentucky, Estados Unidos, 10 de agosto de 1960) es un golfista profesional estadounidense que juega actualmente tanto en el PGA Tour como en el Champions Tour.
Perry ganó 14 torneos del PGA Tour, y obtuvo 10 segundos puestos y 104 top 10. Acabó quinto en la lista de ganancias de 2008 y 2009, y sexto en 2003 y 2005.
Sus mejores resultados en torneos mayores fueron dos segundos puestos en el Campeonato de la PGA 1996 y el Masters de Augusta 2009, un tercer puesto en el Abierto de los Estados Unidos 2003, un octavo en el Abierto Británico 2003 y dos décimos en el Campeonato de la PGA 1998 y 2003.
En el PGA Tour 2003, Perry logró tres victorias en el Colonial Invitational, el Memorial Tournament y Milwaukee, un segundo puesto en Bay Hill, un tercer puesto en el Abierto de los Estados Unidos, un octavo en el Abierto Británico y 11 top 10. Por tanto,  resultó sexto en la lista de ganancias. En 2005 ganó dos torneos en Bay Hill y Colonial, fue tercero en el Barclays, sexto en WGC-NEC Invitational y acumuló siete top 10, colocándose sexto en la lista de ganancias.
En 2008 obtuvo tres triunfos en el Memorial Tournament, Grand Blanc y Quad Cities, un segundo puesto en Atlanta  un tercero en Coachella Valley y siete top 10. Así, quedó quinto en la lista de ganancias del PGA Tour y sexto en la Copa FedEx. En 2009 logró dos victorias en Phoenix y Hartford, un segundo puesto en el Masters de Augusta, un cuarto puesto en el Tour Championship y ocho top 10, por lo que repitió el quinto puesto en la lista de ganancias.
Perry debutó en el Champions Tour en 2010, donde ha logrado siete victorias. En 2013 ganó el Senior Players Championship, el Abierto de los Estados Unidos de Veteranos y en San Antonio, por lo que acabó segundo en la lista de ganancias y ganó la Copa Schwab. En 2014 triunfó en el Tradition y Minneapolis, de modo que resultó quinto en la lista de ganancias y cuarto en la Copa Schwab.